# 1651 en musique classique
| \| • Retour à la chronologie générale de la musique classique • \| |
| Grèce • Rome • Haut Moyen Âge • VIIIe siècle • IXe siècle • Xe siècle • XIe siècle XIIe siècle • XIIIe siècle • XIVe siècle • XVe siècle • XVIe siècle • XVIIe siècle XVIIIe siècle • XIXe siècle • XXe siècle • XXIe siècle |
| • Retour à la chronologie générale de la musique classique • |

| Années en musique classique : 1648 - 1649 - 1650 - 1651 - 1652 - 1653 - 1654    |
| Décennies en musique classique : 1620 - 1630 - 1640 - 1650 - 1660 - 1670 - 1680 |

## Événements
- 28 novembre : Première représentation à Venise de La Calisto, dramma per musica de Francesco Cavalli sur un livret de Giovanni Faustini d'après Les Métamorphoses d'Ovide.

## Œuvres
- Jean de Cambefort publie à Paris son livre premier livre d'Airs de cour à 4 parties.
- John Playford publié à Londres le recueil de danses The English Dancing Master.

## Naissances

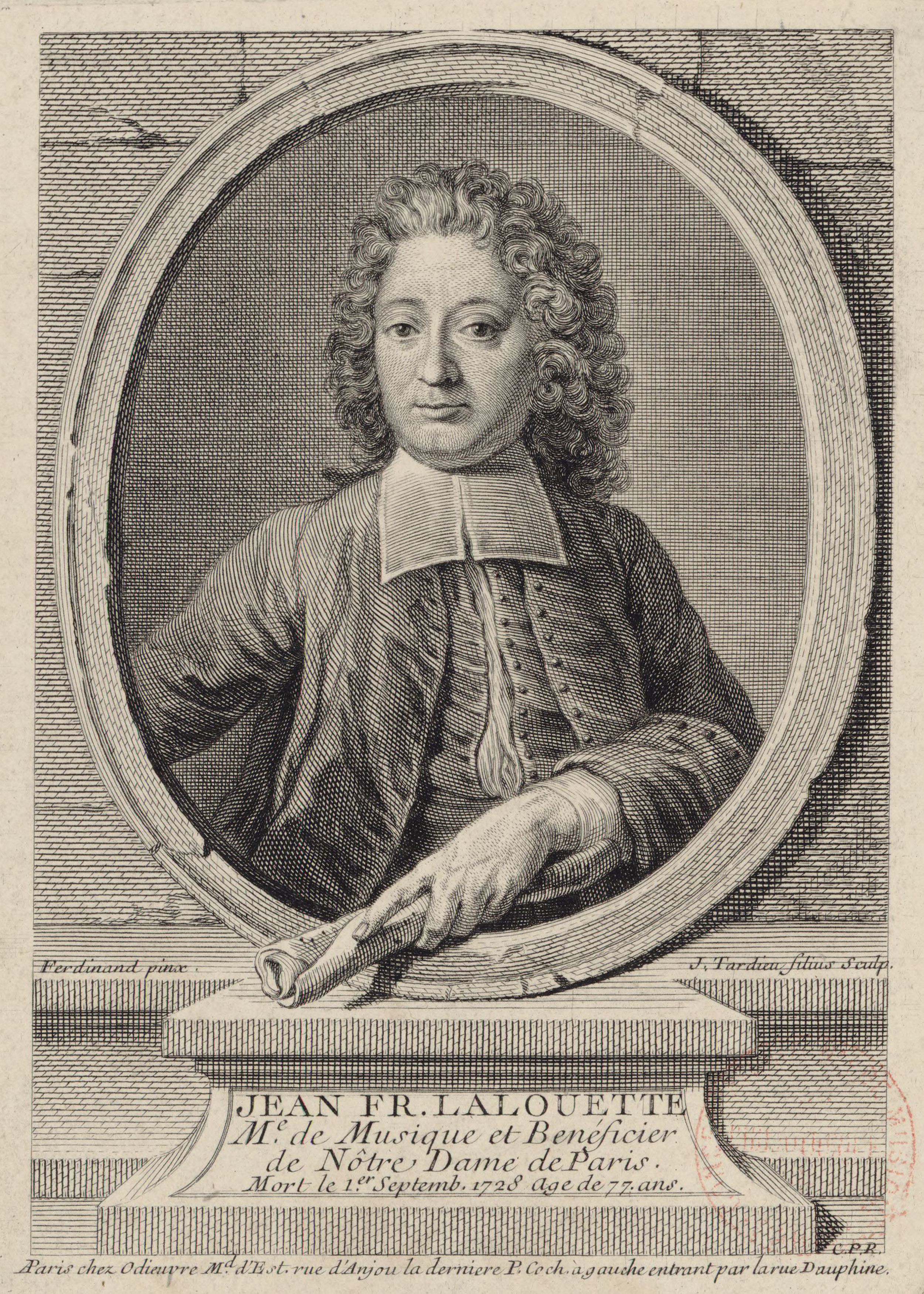
Jean-François Lalouette

- 15 avril : Domenico Gabrielli, compositeur et violoncelliste italien († 10 juillet 1690).
- 22 juillet : Ferdinand Tobias Richter, organiste et compositeur autrichien († 3 novembre 1711).
- 28 décembre : Johann Krieger, compositeur et organiste allemand († 18 juillet 1735).

Date indéterminée :
- Johann Georg Ahle, compositeur allemand, organiste, théoricien et musicien d'église († 2 décembre 1706).
- David Petersen, compositeur et violoniste.
- Jean-François Lalouette, compositeur français († 31 août 1728).

## Décès
- 17 janvier : Johannes Hieronymus Kapsberger, interprète virtuose et compositeur germano-italien pour le luth et le chitarrone (° 1580)
- 6 octobre : Heinrich Albert, poète et compositeur allemand (° 8 juillet 1604).
- 22 octobre : Jacob Schultze, organiste et compositeur allemand (° 8 février 1586).
- 11 décembre : Ennemond Gaultier, luthiste et compositeur français (° 1575).

Date indéterminée :
- Martin Peerson, compositeur, virginaliste et organiste anglais.
- Michel Danican Philidor, musicien (° 1580).